# Pancho Barnes
 (juin 2009).
Si vous disposez d'ouvrages ou d'articles de référence ou si vous connaissez des sites web de qualité traitant du thème abordé ici, merci de compléter l'article en donnant les références utiles à sa vérifiabilité et en les liant à la section « Notes et références ».
Florence Lowe Barnes, connue sous le nom de Pancho Barnes, née le 22 juillet 1901 à Pasadena et morte le 30 mars 1975 à Boron (Californie), est une des pionnières de l'aviation féminine et la propriétaire du Happy Bottom Riding Club situé sur la base de Edwards Air Force Base en Californie.

## Biographie

### Jeunesse
Elle est la fille de Florence Mai (Dobbins) Lowe et de Thaddeus Lowe II (1870-1955). Les Lowes sont une riche famille de Pasadena en Californie et Florence a été élevée avec les préceptes qui auraient dû la faire rentrer dans la haute société de l'époque. Elle apprend donc la chasse, la pêche et le camping avec son père. Elle apprend l'équitation en compagnie du jeune George S. Patton. Elle est aussi fortement influencée par son grand-père, le professeur Thaddeus S. C. Lowe, qui a été un des précurseurs de l'aviation américaine avec la création de l'Union Army Balloon Corps pendant la guerre de Sécession. Mais son caractère de garçon manqué déplait à sa mère ; elle se retrouve mariée en 1919 avec le révérend C. Barnes Rankin avec qui elle a un fils, William E. Barnes.

### Comment Pancho a obtenu son surnom
Mais la vie paisible de femme de pasteur ne convient pas à Florence. Après la mort de sa mère, elle hérite de la fortune familiale et retourne à une vie plus aventureuse. Elle abandonne sa famille, se déguise en homme et embarque clandestinement à bord d'un cargo à destination du Mexique. À San Blas, au Mexique, elle quitte le navire avec un membre d'équipage et commence à parcourir la campagne mexicaine avec lui. C'est à cette époque, en 1928, alors qu'ils parcourent les terres à dos d'âne que son compagnon va commencer à l'appeler « Pancho », du nom du héros du roman Don Quichotte. Ce surnom lui restera toute la vie. (Le compagnon de Don Quichotte de la Mancha s'appelle Sancho et pas Pancho ! Le surnom de Florence Lowe Barnes est plus certainement une référence à Pancho Villa le « bandit-révolutionnaire » mexicain)...

### Les aventures de Pancho
Après avoir passé quatre mois à l'étranger, Pancho retourne à San Marino (Californie) au printemps 1928. Alors qu'elle conduit sa cousine, Dean Banks, à son cours de pilotage, elle décide d'apprendre à voler. Elle réussit à convaincre son cousin, également moniteur aéronautique de lui donner des leçons de vol et le même jour, après seulement six heures d'instruction, elle parvient à voler en solo. Pour le plaisir et pour épater son mari, elle exécute des figures de voltige sensationnelles le dimanche matin. À ce moment-là de l'histoire de l'aviation, Pancho est une des douze premières aviatrices des États-Unis, contemporaines d'une pilote telle que Amelia Earhart.
Ayant trouvé sa voie, Pancho participe à des meetings aériens, mélange de courses et d'acrobaties aériennes, appelé « barnstorming » en anglais. En dépit d'un crash en 1929, elle retourne en 1930 sous le parrainage de l'Union Oil Company pour battre le record du monde de vitesse féminine à 315,7 km/h. Pancho a battu ce record avec un appareil Travel Air type R, le Mystery Ship.
Son contrat avec l'Union Oil Company expiré, Pancho s'installe à Hollywood pour travailler comme cascadeur pilote dans des films. Elle vole pour plusieurs films d'aventure dans les années 1930 notamment le film d'Howard Hughes Hell's Angels. Pancho a plusieurs connaissances à Hollywood, notamment George Hurrell aux studios MGM. Elle se lie rapidement avec d'autres stars comme Susan Oliver et Richard Arlen.
La mauvaise gestion de sa fortune pendant la Grande Dépression fait rapidement fondre son compte en banque. En 1935 elle vend son appartement à Hollywood et achète 380 acres (154 hectares) de terre dans le désert des Mojaves, près du lac salé Rogers et d'un secteur nommé Muroc Field, site de la future base d'Edwards.
Avant la Deuxième Guerre mondiale, elle se découvre une passion pour les avions de voltige et se met à défier les pilotes masculins. Elle fera progresser l'aviation grâce à ses talents et deviendra instructrice au début du conflit pour former les nombreux pilotes dont l'US Air Force aura besoin après 1941.

### Happy Bottom Riding Club
Sur ses terres, Pancho construit le ranch Happy Bottom Riding Club, également connu sous le nom de Oro Verde Fly-Inn Dude Ranch, on peut y pratiquer des balades à cheval et des rodéos y sont organisés. À proximité du terrain d'aviation, il y a un restaurant et un bar, une piscine, une salle de danse et un hôtel. Pancho connaîtra des pilotes d'essai et non des moindres : Chuck Yeager, le général Jimmy Doolittle et Buzz Aldrin. Le ranch est célèbre pour les fêtes qui y sont organisées et la qualité de ses hôtes (acteurs, écrivains et artistes, autant que hauts gradés militaires). Toutefois un changement de commandement en 1952 l'entraîne dans un conflit avec l'US Air Force et elle sera expulsée de la base après qu'un incendie suspect eut ravagé son ranch en 1953.
Après l'incendie, Pancho est tellement dégoutée qu'elle déménage à Cantil en Californie dans l'espoir de remonter un ranch. Elle a déposé une plainte contre l'US Air Force pour avoir été expulsé de sa propriété sur la base d'Edwards. Son principal argument de défense est : « Mon grand-père a créé l'US Air Force ». Sur cet argument la cour lui donne raison, lui permettant de réintégrer le ranch et lui octroie 375 000 $ de dédommagement. Le mess des officiers à Edwards a été rebaptisé « Bar de Pancho Barnes » et elle peut y renouer avec d'anciennes connaissances.

### Mort
Pancho devait intervenir comme oratrice à l'occasion d'un congrès aéronautique le 5 avril 1975 quand un ami déclara qu'il n'arrivait pas à la joindre. Quand son fils Bill arriva sur place, il ne put constater que la mort de sa mère qui était morte d'une crise cardiaque quelques jours auparavant. Son quatrième mari, « Mac » Mc Kendry reprit la propriété de Cantil et lui survécut de plusieurs années.

## Héritage
Son fils Bill est décédé à bord d'un P-51 Mustang en volant à proximité du ranch en octobre 1980.
La vie de Pancho et sa personnalité sont décrites dans le film épique L'Étoffe des héros (The Right Stuff) adapté du best-seller du même nom écrit par Tom Wolfe. Dans ce film, qui retrace le début de la conquête spatiale, son personnage est interprété par Kim Stanley. Elle a également fait l'objet d'un film TV en 1988, dans lequel elle a été interprétée par Valerie Bertinelli. Un film documentaire, autorisé par les descendants de Pancho Barnes est actuellement produit par le réalisateur Nick T. Spark et réalisé par Amanda Pope.
L'avion Mystery Ship a longtemps été basé dans un hangar de l'aéroport de Mojave. Il a été vendu à un collectionneur privé il y a plusieurs années et se trouve actuellement au Royaume-Uni en cours de restauration.
Le club hippique Happy Bottom est le théâtre de la fête annuelle donnée en l'honneur de Pancho depuis 1980, barbecue géant avec danse et musique, rendant hommage à cette pionnière de l'aviation.

## Filmographie
Pancho Barnes apparait dans le film L'Étoffe des héros (The Right Stuff), son rôle est joué par Kim Stanley.
Un téléfilm intitulé Pancho Barnes sortie en 1988 retrace la vie de l'aviatrice qui est jouée par Valerie Bertinelli.